# Potok Wąskotorowy
Potok Wąskotorowy – dawny przystanek kolejki wąskotorowej w Potoku, w gminie Szydłów, w województwie świętokrzyskim.